# Spoed (seizoen 5)
Reeks 5 van Spoed werd voor de eerste keer uitgezonden tussen 2 september 2002 en 25 mei 2003. De reeks telt 39 afleveringen.

## Hoofdcast
- Leo Madder (Luc Gijsbrecht)
- Truus Druyts (Barbara Dufour)
- Wim Van de Velde (Jos Blijlevens)
- Anke Helsen (Vanessa Meurant)
- Rudy Morren (Cisse De Groot)
- Arlette Sterckx (Lies Weemaes)
- Christel Van Schoonwinkel (Kathy Pieters)
- Elise De Vliegher (Fatima El Khaoul)
- Marc Peeters (Fred Stevens)
- Inge Paulussen (Kris Jamaer)
- Chadia Cambie (Melinda De Cock)
- Gert Lahousse (Bob Verly)

## Vaste gastacteurs
(Personages die door de reeksen heen meerdere keren opduiken)
- Peggy De Landtsheer (Marijke Willems)
- Jos Dom (André Maenhout)

## Verhaallijnen
Cisse krijgt er een collega bij: de charmante en joviale Fred(je) Steevens. Hij wint direct de sympathie van Vanessa. Lies heeft erg te doen met Werner Joosten, een zwaar gehandicapte man die veel pijn lijdt en met een acute blindedarmontsteking wordt opgenomen. Dokter Kris Jamaer komt op de spoedafdeling werken. Werner Joosten heeft zich opzettelijk van de trap laten vallen en vraagt aan Lies om een einde aan zijn leven te maken, maar Lies weigert. Fredje vermaakt zich uitstekend door zich uit te sloven voor Vanessa. Werner komt opnieuw in het ziekenhuis terecht met een gebroken arm. Lies gaat elk vrij moment naar zijn kamer om te kijken hoe het met hem is. Vanessa is stapelverliefd op Fredje en ze krijgen een relatie. Cisse heeft een rotdag en is stikjaloers als hij verneemt dat Fredje hoofdambulancier wordt in het St.-Elisabethziekenhuis. Het gaat al niet goed tussen de twee ambulanciers, maar voor Cisse is de maat vol als hij Fredjes vrouw tegenkomt tijdens een interventie. Fredje bedriegt Vanessa dus! Cisse slaat hem neer in de koffiekamer en Fredje zegt dat hij het hier niet bij zal laten. Luc laat Cisse inzien dat de vechtpartij hem zijn baan kosten. Lies zit in zak en as als ze hoort dat Werner is overleden in het revalidatiecentrum. Haar collega’s vinden het raar dat in de krant gesuggereerd wordt dat hij geen natuurlijke dood is gestorven. Als de politie erachter komt dat de man een spuitje heeft gekregen, verdenken ze Lies. Ze wordt aangehouden en later wordt haar aanhouding zelfs verlengd. Bob wordt terug naar de spoedafdeling gehaald om haar te vervangen. Marijke Willems, diensthoofd van de pediatrie, vraagt Babs om mee te gaan naar Oekraïne om er kankerpatiëntjes op te halen. Dit loopt uit op een drama: de patiëntjes en hun moeders hebben longpest, veroorzaakt door een rattenplaag. Na een wilde landing zijn 1 patiëntje en haar mama dood en is al de rest is zwaargewond. Ook Marijke krijgt symptomen van longpest. Er wordt een noodhospitaal opgericht waar de besmette mensen in quarantaine worden behandeld. Kathy rijdt Cisse aan met de ambulance. Fatima kust Jos in de koffiekamer. Wanneer ze ziet dat haar liefde niet beantwoord wordt, schrijft ze nog een brief om alles uit te leggen en gaat ze weg van de spoedafdeling om hem te vergeten. Kathy heeft haar handen vol met Brian, een Australische zeeman die met een alcoholvergiftiging is opgenomen. Babs komt vast te zitten in het riool en Bob is vastbesloten om haar te redden. De vonk slaat weer over, al is Babs nu wel wat meer op haar hoede om niet opnieuw mee te maken wat vroeger gebeurd is. Er arriveert een vervangster voor Fatima: Melinda (Mel) De Cock, die al direct Cisse en Bob in verlegenheid brengt. Kathy en Brian beleven een avontuurtje buiten de muren van het ziekenhuis. Jos is razend wanneer Fien hem vertelt dat ze zwanger is. Lies moet voor de raadkamer verschijnen en het ziet er niet goed uit voor haar. Luc stuurt iedereen naar de Ardennen voor een weekendje teambuilding. Ze moeten de wedstrijd staken wanneer een speleoloog in een nest adders is gevallen en dringend medische hulp nodig heeft. Wanneer Kathy en Mel om het tegengif gaan, raken ze verdwaald in de grotten. Ondertussen ergeren Vanessa en Fredje, die als enigen niet mee zijn gegaan, zich aan invallend dokter Eddy Lambrechts. Als Fredje en Eddy bij een interventie moeten uitrukken, krijgen ze een ongeval. Eddy overleeft het niet en Babs moet alles uit de kast halen om Fredje erdoor te krijgen. Kathy gaat enkele weken weg om verder te studeren. Ze wordt vervangen door dokter Steven Hofkens. Als hij samen met Mel een patiënt moet behandelen, gaat het fout. De patiënt sterft en Hofkens geeft Mel de schuld. Luc praat met Steven over de doodsoorzaak: de patiënt heeft het gevaarlijke gif dinatra binnengekregen. Steven blijft volhouden dat Mel de verkeerde medicatie heeft toegediend en dat hij onschuldig is, maar Luc is meer geneigd om Mel te geloven, die beweert dat ze gewoon toegediend heeft wat Steven haar gezegd had. Steven is hier niet van gediend. Fien probeert opnieuw met Jos te praten over haar zwangerschap, maar zijn reactie blijft hetzelfde. Fien rent huilend weg. Later blijkt dat ze is aangevallen door een man met een wijnvlek, die al verschillende vrouwen verkracht heeft. Langzaamaan gaat het weer beter met haar. Luc confronteert Mel ermee dat ze geen diploma heeft. Haar diploma dat ze behaald heeft in Kinshasa is hier niet geldig. Ze moet het dus opnieuw behalen. De nabestaande van Eddy spannen een proces aan tegen Fredje. Cisse zit hiermee in en organiseert een petitie. Kathy is terug en ontvangt het schokkende resultaat van de bloedtest die het hele team moest laten doen: ze is besmet met het Hiv. Mel en Jos krijgen een geheime relatie, wat Fien niet mag weten. Een meisje heeft een obus (bom uit W.O. II) meegebracht naar school, maar opeens begint het ding te tikken. De ontmijningsdienst probeert de bom, en alle andere die de vader in zijn garage bewaart, onschadelijk te maken, maar een van de mannen krijgt stuipen. Jos en Cisse proberen de man uit de garage weg te halen, maar de bom dreigt te ontploffen. Het ziet er slecht uit voor hen. Er ontstaat een enorme ontploffing. Mel wil ernaartoe om te kijken hoe erg het is, maar Luc houdt haar tegen. De brandweer zoekt onder het puin of er nog levenden zijn, maar niemand durft op een goede afloop hopen. Toch zijn ze allemaal gered, want Cisse had een schuilplaats gevonden onder de garage. Babs is heel verbaasd als Bob haar ten huwelijk vraagt op restaurant. Ze zegt ja. Kathy gedraagt zich vreemd. Luc praat met haar en ze biecht hem op dat ze HIV heeft. Luc wil haar niet ontslaan en zegt dat ze, mits de nodige voorzorgsmaatregelen, gewoon haar job kan blijven doen. Toch blijft ze razend op Brian, die haar besmet heeft. Nadat Fredjes huwelijk op de klippen gelopen, gaat hij bij Vanessa wonen. Cisse gaat voor Fredje getuigen op het proces dat de nabestaanden van Eddy Lambrechts tegen hem hebben aangespannen. Mede door hem wordt hij vrijgesproken. Luc gaat trouwen met Marijke. Iedereen is erg opgetogen over het huwelijk, behalve Cisse, die geen uitnodiging heeft ontvangen. Later blijkt dat deze verloren is gegaan in de post. Jos, Cisse en Bob organiseren een vrijgezellenfeest voor Luc in het Hiltonhotel. Als Babs, Lies en Mel dit te horen krijgen, willen ze ook een feest geven voor Marijke in hetzelfde hotel.

### Seizoensfinale
Iedereen kijkt uit naar het huwelijk, maar Luc moet 5 uur voor zijn trouw nog werken. Dieter, een agent, heeft zijn vrouw betrapt met haar minnaar. Zijn stoppen sloegen door en hij is haar te lijf gegaan met een mes. Ze doen er alles aan om de vrouw erdoor te krijgen, maar helaas. Dieter geeft Luc de schuld, noemt hem een moordenaar. Er kan maar net verhinderd worden dat hij Luc te lijf gaat. Tijdens de kerkdienst krijgt de directeur van het ziekenhuis, André Maenhout, een hartaanval. Als Cisse op het feest een speech wil geven, verschijnt Dieter. Hij schreeuwt dat Luc zijn vrouw vermoord heeft en werpt een granaat in de feestzaal. De toekomst van alle genodigden is onzeker.